# Smedsby, Korsholm
Smedsby (finska: Sepänkylä) är en by i Korsholm. Byn ligger cirka 4 kilometer nordost om Vasa.
Smedsby är centralort för Korsholms kommun. Smedsby har vuxit ihop med Bobäck och Vapenbrödrabyn som ligger i grannkommunen Vasa. I byn finns Korsholms gymnasium, Korsholms högstadium (klass 7-9), Smedsby-Böle skola (klass 1-6), Mustasaaren keskuskoulu (finskspråkig grundskola klass 1-9), kommunens huvudbibliotek samt medborgarinstitut, en hälsovårdscentral, Smedsby UF m.m. Smedsby korsades länge av riksväg 8 som går från Åbo till Uleåborg. År 2014 öppnade dock Smedsby omfartsväg som gjorde att den tunga trafiken flyttade från centrum till gränsen mellan Smedsby och Böle. Kommunen har med anledning av detta inlett en omfattande planering av nya höghus längs det som tidigare var riksvägen. 
Smedsby är också ett av sex delområden inom Korsholm och i Smedsbys delområde bor ca 5 600 invånare (2011).

## Historia
Smedsby omnämns för första gången i historiska dokument år 1440. Då höll lagman Olof Svärd ting i dåvarande Mustasaari socken och rågången mellan Kvevlax och Veikars fastställdes. Bland synemännen återfinns Kætill Smidh i Smedsby, eller "Smedzby" som man då skrev.